# Luojing, Shanghai
Luojing är en köping i Kina. Den ligger i Baoshan i storstadsområdet Shanghai, i den östra delen av landet, omkring 29 kilometer norr om den centrala stadskärnan. Antalet invånare är 54 329. Befolkningen består av 24 452 kvinnor och 29 877 män. Barn under 15 år utgör 7,0 %, vuxna 15-64 år 83 %, och äldre över 65 år 8,0 %.